# 农商部 (中华民国)
农商部是中华民国北洋政府在辛亥革命胜利后成立的负责管理全国农工商矿事业的部门。该部门由清末农工商部和南京临时政府时期实业部整合而成，包括部分人员、制度。

## 部門沿革
本部門的前身是由清朝末年的农工商部和南京临时政府时期实业部整合而成，包括部分的人員與制度。在辛亥革命胜利后，依《中華民國臨時約法》成立的北洋政府內閣，在中華民國國務院下改設「農林部」與「工商部」，作為负责管理全国农工商矿事业的部门。
1914年2月12日，改組為中華民國國務院下的「農商部」。1927年6月20日，改組為「農工部」，仍隸於國務院轄下。
1928年6月3日，北洋政府結束，國務院解散。

## 歷史紀錄
1920年9月，農商部准許「永利制鹼股份有限公司」註冊成立，並在天津塘沽設立「永利鹼廠」（天津鹼廠）。

## 後續機構
- 中華民國經濟部